# Groß Wüstenfelde
Groß Wüstenfelde est une municipalité allemande du land de Mecklembourg-Poméranie-Occidentale et l'arrondissement de Rostock.

## Personnalités liées à la ville
- Otto Staudinger (1830-1900), entomologiste né à Groß Wüstenfelde.